# Nogaro
Nogaro este o comună în departamentul Gers din sudul Franței. În 2009 avea o populație de 1.975 de locuitori.

## Evoluția populației
| An        | 1975  | 1982  | 1990  | 1999  | 2006  | 2009  |
| --------- | ----- | ----- | ----- | ----- | ----- | ----- |
| Populație | 2.113 | 2.013 | 2.008 | 1.881 | 1.969 | 1.975 |